# Shirley Strickland de la Hunty
Shirley Strickland de la Hunty (Australia, 18 de julio de 1925-11 de febrero de 2004) fue una atleta australiana especializada en pruebas de velocidad y vallas que consiguió sus mayores éxitos deportivos en las pruebas de 80 metros vallas y relevos 4 x 100 m en las que llegó a ser campeona olímpica.

## Carrera deportiva
En los JJ.OO. de Londres 1948 ganó la medalla de plata en la prueba de relevos 4 x 100 metros, consiguió sendas medallas de bronce en las pruebas de 100 metros lisos y 80 metros vallas.
Cuatro años más tarde en los JJ.OO. de Helsinki 1952 ganó la medalla de oro en los 80 metros vallas, con un tiempo de 10.9 segundos,
Posteriormente volvió a participar en los JJ.OO. de Melbourne 1956 volviendo a ganar la medalla de oro en los relevos 4 x 100 metros, con un tiempo de 44.5 segundos que fue récord del mundo, llegando por delante de Reino Unido (plata) y Estados Unidos (bronce), siendo sus compañeras de equipo: Betty Cuthbert, Fleur Mellor y Norma Croker y renovando su título en la prueba de 80 metros vallas, con un tiempo de 10.7 segundos que estableció un nuevo récord olímpico.